# 3846 Хейзел
3846 Хейзел (3846 Hazel) — астероїд головного поясу, відкритий 9 жовтня 1980 року.
Тіссеранів параметр щодо Юпітера — 3,250.